# マッテーオ・マリーア・ボイアルド
マッテーオ・マリーア・ボイアルド（Matteo Maria Boiardo, 1440年頃 - 1494年12月20日）は、イタリア・ルネサンス期の詩人。

## 生涯
ボイアルドは1440年ごろに、北部（エミリア＝ロマーニャ州）のスカンディアーノまたはその近郊に生まれたとされている 。父親はジョヴァンニ・ディ・フェルトリノ、母親はルチア・ストロッツィで、アルチェト、カザルグランデ、ジェッソ、トッリチェラの領主としてスカンディアーノ宮廷に列する貴族だった。ボイアルドは才能に恵まれ、たしなみのある理想的な廷臣で、さらに雄々しい心と深い人文主義的教養も併せ持っていた。
1472年、ノヴェッラーラ伯の娘タッデア・ゴンザーガと結婚。フェラーラ公ボルソ・デステに気に入られ、ボルソに随行して神聖ローマ皇帝フリードリヒ3世（1469年）、ローマ教皇パウルス2世（1471年）を訪ね、1473年には新フェラーラ公エルコレ1世・デステの花嫁となるナポリ王フェルディナンド1世の娘エレオノーラ・ダラゴーナをエスコートした。1478年、ボイアルドはレッジョ・エミリアの知事となりその職を死ぬまで続けた（ただし、1481年から1486年までは除く。この時期、ボイアルドはモデナの知事をしていた）。
- 作品

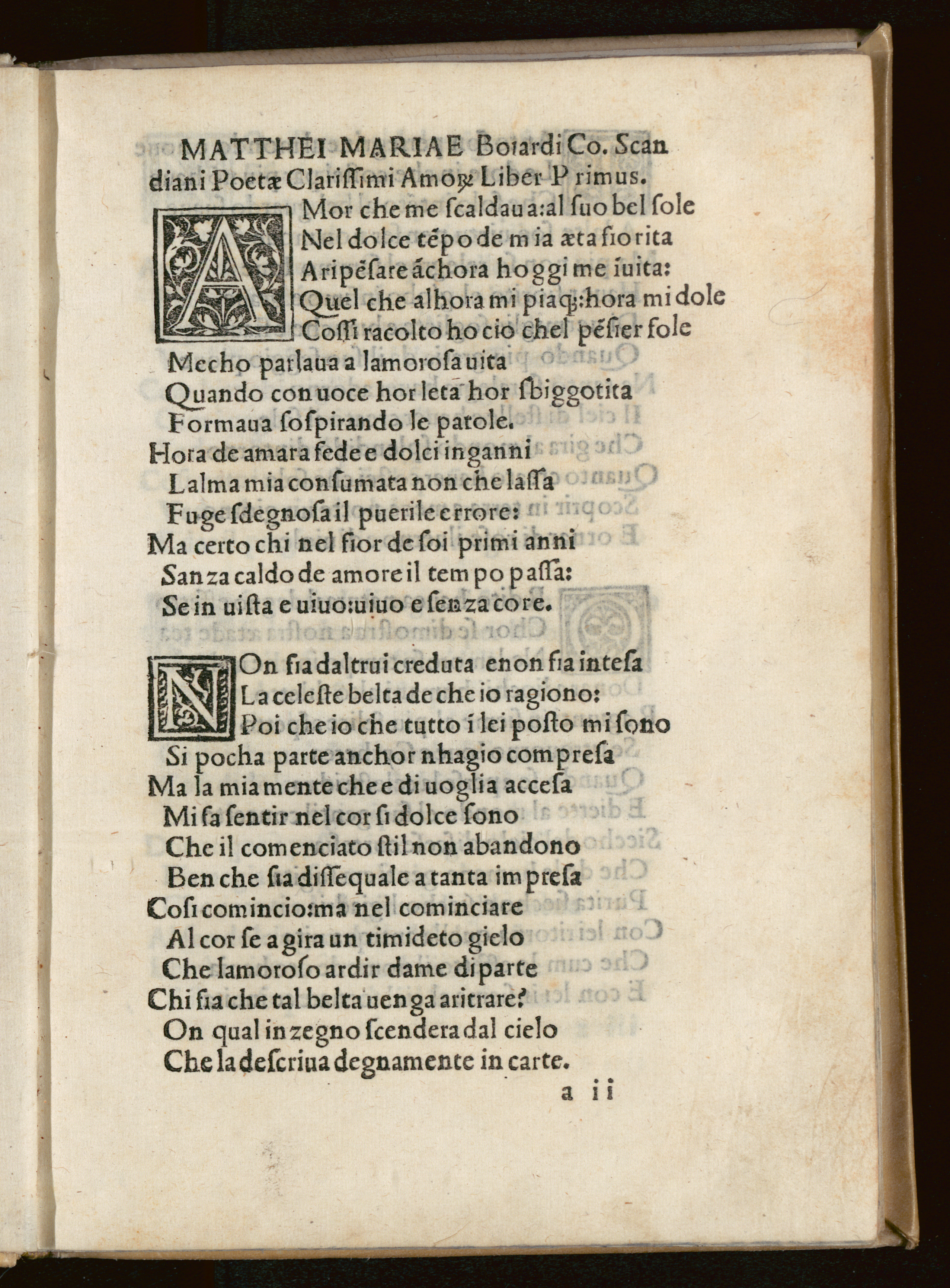
Amorum libri, 1499

若い頃、ボイアルドはペトラルカの恋愛詩の模倣者だった。その後、『Istoria Imperiale』ではコルネリウス・ネポス、アプレイウス、ヘロドトス、クセノポンなどの翻案を試みた。それから喜劇『Il Timone』（1487年?）を書いた。
しかし、ボイアルドの名を今に残す作品といえば、やはり、壮大な騎士道物語の詩『恋するオルランド（Orlando Innamorato）』である。1499年に書いた『Rime』は長く忘れられていたが、1835年になってイタリア生まれのイングランドの司書アントニオ・パニッツィが出版したことで復活した。ボイアルドがいつ、タロットについての独特な詩を書いたかは不明だが、その詩は15世紀のタロット事情とタロットの発展を知る上で貴重なものである。ボイアルドの死後まもなく作られたとみられる、詩に基づいた一組のタロットは一部が現存している。